# Miren-Kostanjevica
Miren-Kostanjevica és un municipi eslovè, dins de la regió de Goriška. L'any 2002 tenia 4.741 habitants. Limita amb els municipis friülans de Doberdò del Lago i Savogna d'Isonzo.

## Divisió administrativa
El municipi es divideix en els assentaments o naselja: Brestovica pri Komnu, Brje pri Komnu, Coljava, Divči, Dolanci, Čehovini, Čipnje, Gabrovica pri Komnu, Gorjansko, Hruševica, Ivanji Grad, Klanec pri Komnu, Kobdilj, Kobjeglava, Koboli, Kodreti, Miren - Kostanjevica, Lisjaki, Lukovec, Mali Dol, Nadrožica, Preserje pri Komnu, Rubije, Sveto, Šibelji, Škofi, Škrbina, Štanjel, Tomačevica, Trebižani, Tupelče, Vale, Večkoti, Volčji Grad, Zagrajec

## Evolució demogràfica
| 1999  | 2000  | 2001  | 2002  | 2003  | 2004  | 2005  | 2006  | 2007  | 2008  |
| ----- | ----- | ----- | ----- | ----- | ----- | ----- | ----- | ----- | ----- |
| 4 759 | 4 789 | 4 809 | 4 851 | 4 859 | 4 829 | 4 821 | 4 821 | 4 834 | 4 895 |

## Administració
| Període | Identitat             | Partit |
| ------- | --------------------- | ------ |
| 2003-   | Zlatko Martin Marušič |        |